# Nii Lamptey
Nii Odartey Lamptey (Tema, 10 de dezembro de 1974) é um ex-futebolista ganês que atuava como meio-campista.

## Carreira

### Despontando no Anderlecht e elogios de Pelé
Após ser descoberto no Young Corners, Lamptey despontou para o futebol durante o Campeonato Mundial de Futebol Sub-17 de 1991, realizado na Itália. Ele marcou quatro gols no torneio, desbancando jogadores como os argentinos Juan Sebastián Verón e Marcelo Gallardo e o italiano Alessandro Del Piero. Nesta época era contratado do Anderlecht, uma das principais equipes da Bélgica.
Após ajudar na conquista do título, obtido sobre a Espanha, Lamptey, que chegou a ser elogiado por Pelé, fez parte ainda dos elencos que disputaram as Olimpíadas de 1992 e as edições de 1992, 1994 e 1996 da Copa Africana de Nações.

### Trajetória por clubes e declínio da carreira
Depois de sua saída do Anderlecht, em 1993, Lamptey viu sua ascendente carreira entrar em uma fase errante. Descartando a única temporada que fez no PSV Eindhoven, tendo marcado dez gols em 22 partidas pela equipe holandesa, o meio-campista viveu o início de seu declínio no Aston Villa, a pedido de Ron Atkinson, ex-treinador do Manchester United, em 1994.
Ninguém entendeu a transferência do meia para os Villains, e tal negócio fora comandado por Antonio Caliendo, que representava o italiano Roberto Baggio e o brasileiro Dunga, entre outros atletas. A dificuldade de adaptação inviabilizou um número maior de partidas disputadas por Lamptey, que saiu do Aston Villa em 1995, junto com Atkinson, que o levou para o Coventry City, onde jogou menos partidas - seis no total.
Cedido ao time italiano do Venezia, o jogador descobriu uma coisa errada: ao assinar com o Anderlecht, em 1990, não sabia ler e escrever. Saiu da "Bota" em 1997 para jogar na Argentina, mais precisamente no Unión de Santa Fé, atuando em seis partidas. Durante esse período, levou sua esposa e tiveram um filho, que o batizaram de Diego, numa homenagem a Diego Armando Maradona. A morte do menino, vítima de uma doença rara, e a negativa das autoridades para que fosse enterrado em Gana, deixaram Lamptey desanimado.
Voltou à Europa ainda em 1997, para defender Ankaragücü (dez partidas, um gol) e União de Leiria (sete jogos), sem sucesso em ambos. Com um novo empresário, assinou contrato com o Greuther Fürth, da Segunda Divisão alemã. Apesar de fazer boas partidas (disputou 36 jogos e marcou cinco gols), Lamptey chegou a ser vítima de racismo até mesmo por seus próprios companheiros de time.

### Reerguimento na China, volta à África e despedida dos gramados
Em 2001, foi contratado pelo Shandong Luneng, onde jogou por uma temporada. Segundo Lamptey, a fase no futebol chinês foi a melhor de sua carreira (melhor até mesmo que o início dela, em 1990), sendo finalmente aceito por torcedores do Shandong Luneng e analistas do esporte. Sem contrato, aceitou uma proposta do Al-Nassr, onde novamente atuou por uma temporada antes de regressar à Gana, em 2005.
No Asante Kotoko, Lamptey novamente jogou por um ano antes de ir para o Jomo Cosmos da África do Sul. Encerrou sua carreira em 2008, aos 33 anos.

### Assistente Técnico
Desde 19 de fevereiro de 2009, é assistente-técnico da equipe do Sekondi Eleven Wise, comandada por Charles Akonnor, seu ex-companheiro de Seleção Ganesa.

## Ligações Externas
- Lamptey: maior eterna promessa do futebol mundial